# Puccinia cryptandri
Puccinia cryptandri ist eine Ständerpilzart aus der Ordnung der Rostpilze (Pucciniales). Der Pilz ist ein Endoparasit von Sporobolus-Süßgräsern. Symptome des Befalls durch die Art sind Rostflecken und Pusteln auf den Blattoberflächen der Wirtspflanzen. Sie kommt in Nordamerika vor.

## Merkmale

### Makroskopische Merkmale
Puccinia cryptandri ist mit bloßem Auge nur anhand der auf der Oberfläche des Wirtes hervortretenden Sporenlager zu erkennen. Sie wachsen in Nestern, die als gelbliche bis braune Flecken und Pusteln auf den Blattoberflächen erscheinen.

### Mikroskopische Merkmale
Das Myzel von Puccinia cryptandri wächst wie bei allen Puccinia-Arten interzellulär und bildet Saugfäden, die in das Speichergewebe des Wirtes wachsen. Aecien oder Spermogonien der Art sind nicht bekannt. Die zimtbraunen Uredien des Pilzes wachsen auf den Stängeln und oberseitig auf den Blättern der Wirtspflanze. Ihre gelblichen bis zimtbraunen Uredosporen sind ellipsoid bis länglich, 28–36 × 21–26 µm groß und fein stachelwarzig. Die blattoberseitig wachsenden Telien der Art sind schwärzlich, kompakt und früh unbedeckt. Die haselnussbraunen Teliosporen sind ein- bis zweizellig, in der Regel ellipsoid bis langellipsoid und 38–46 × 25–30 µm groß. Ihre Stiele sind hell gelblich bis farblos und bis zu 150 µm lang.

## Verbreitung
Das bekannte Verbreitungsgebiet von Puccinia cryptandri reicht von Wisconsin bis ins nördliche Mexiko.

## Ökologie
Die Wirtspflanze von Puccinia cryptandri sind Sporobolus contractus und S. cryptandrus. Der Pilz ernährt sich von den im Speichergewebe der Pflanzen vorhandenen Nährstoffen, seine Sporenlager brechen später durch die Blattoberfläche und setzen Sporen frei. Die Art verfügt über einen Entwicklungszyklus, von dem bislang lediglich Telien und Uredien sowie deren Wirt bekannt sind; Spermogonien und Aecien konnten dem Pilz nicht zugeordnet werden.